# Wilczna (województwo wielkopolskie)
Wilczna – wieś w Polsce położona w województwie wielkopolskim, w powiecie słupeckim, w gminie Słupca.
W latach 1975–1998 miejscowość należała administracyjnie do województwa konińskiego.
Pierwsza wzmianka o jej istnieniu pochodzi z 1412 roku. Była własnością szlachecką. 
W centrum Wilcznej znajduje się zbiorowa mogiła z pomnikiem, upamiętniającym 25 żołnierzy z 68 Pułku Piechoty, którzy zginęli 5 września 1939 roku podczas nalotu lotnictwa niemieckiego. 
We wsi funkcjonuje Ochotnicza Straż Pożarna.  